# Championship League Snooker 2020 (rankingowy)
Championship League Snooker 2020 (jesień) – pierwszy rankingowy turniej snookerowy sezonu 2020/2021. to piętnasta edycja zawodów snookerowych rozgrywanych w Stadium MK, Ballroom w Milton Keynes w Anglii. W turnieju wystąpiło 128 zawodników, którzy w 42 grupach rozegranych na przestrzeni dwóch miesięcy (13 września – 30 października) rozegrali swoje mecze.

## Format turnieju
- Wszystkie mecze faz grupowych są rozgrywane w formacie lepszy z 4 frejmów – mecz do trzech wygranych z możliwym zakończeniem przy remisie 2–2.
- Za zwycięstwo w meczu fazy grupowej przydzielane są 3 punkty, za remis 1 punkt, zaś za porażkę 0 punktów.
- Kryteria klasyfikowania zawodników w grupach: większa liczba zdobytych punktów, różnica frejmów, zwycięzca bezpośredniego spotkania (w przypadku liczby zawodników większej niż dwóch zastosowanie ma „małą tabela”), najwyższy break w danej grupie.
- W pierwszym etapie 128 zawodników zostało przydzielonych do trzydziestu dwóch 4-osobowych grup. W nich zawodnicy rywalizowali w systemie każdy z każdym. Zwycięzcy grup awansowali do drugiego etapu.
- W drugim etapie 32 zawodników zostało przydzielonych do ośmiu 4-osobowych grup. W nich zawodnicy rywalizowali w systemie każdy z każdym. Zwycięzcy grup awansowali do trzeciego etapu.
- W trzecim etapie 8 zawodników zostało przydzielonych do dwóch 4-osobowych grup. W nich zawodnicy rywalizowali w systemie każdy z każdym. Zwycięzcy grup awansowali do meczu finałowego.
- W meczu finałowym do trzech wygranych partii, dwóch zawodników zmierzyło się o triumf w całych zawodach[2].

## Zawodnicy

### Etap 1
Grupa 1 (13.09.2020): Judd Trump, Alan McManus, David Lilley, Fan Zhengyi

Grupa 2 (13.09.2020): Matthew Stevens, Ryan Day, Rod Lawler, Paul Davison

Grupa 3 (14.09.2020): Gary Wilson, Robert Milkins, Chen Zifan, Jamie Jones

Grupa 4 (14.09.2020): Barry Hawkins, Sam Craigie, Jackson Page, Ben Hancorn

Grupa 5 (15.09.2020): Stephen Maguire, Louis Heathcote, Dominic Dale, Leo Fernandez

Grupa 6 (15.09.2020): Zhou Yuelong, Ricky Walden, Gerard Greene, Zhao Jianbo

Grupa 7 (16.09.2020): Matthew Selt, Ben Woollaston, Si Jiahui, Gao Yang

Grupa 8 (16.09.2020): Shaun Murphy, Martin O’Donnell, Jimmy White, Peter Devlin

Grupa 9 (29.09.2020): Mark Allen, Luo Honghao, Billy Joe Castle, Jamie Wilson

Grupa 10 (17.09.2020): Zhao Xintong, Liam Highfield, Nigel Bond, Oliver Brown

Grupa 11 (28.09.2020): Anthony McGill, Alexander Ursenbacher, Riley Parsons, Lukas Kleckers

Grupa 12 (18.09.2020): Stuart Bingham, Yuan Sijun, James Cahill, Pang Junxu

Grupa 13 (19.09.2020): Jack Lisowski, Ian Burns, Fraser Patrick, Rory McLeod

Grupa 14 (19.09.2020): Graeme Dott, Liang Wenbo, Soheil Vahedi, Zak Surety

Grupa 15 (20.09.2020): Michael Holt, Daniel Womersley, Jamie O’Neill, Sean Maddocks

Grupa 16 (20.09.2020): Mark Selby, Lü Haotian, Brandon Sargeant, Fergal O’Brien

Grupa 17 (28.09.2020): Neil Robertson, Andrew Higginson, Eden Szaraw, Ken Doherty

Grupa 18 (18.09.2020): Xiao Guodong, Hossein Vafaei, Jak Jones, Farakh Ajaib

Grupa 19 (29.09.2020): Thepchaiya Un-Nooh, Akani Songsermsawad, Peter Lines, Lee Walker

Grupa 20 (4.10.2020): Yan Bingtao, Stuart Carrington, Jordan Brown, Michael White

Grupa 21 (17.09.2020): David Gilbert, Lu Ning, Xu Si, Aaron Hill

Grupa 22 (30.09.2020): Scott Donaldson, Chris Wakelin, Barry Pinches, Ashley Carty

Grupa 23 (30.09.2020): Jimmy Robertson, Mark King, David Grace, Allan Taylor

Grupa 24 (3.10.2020): Kyren Wilson, Duane Jones, Kuldesh Johal

Grupa 25 (1.10.2020): John Higgins, Joe O’Connor, Amine Amiri, Brian Ochoiski

Grupa 26 (1.10.2020): Kurt Maflin, Martin Gould, Igor Figueiredo, Simon Lichtenberg

Grupa 27 (2.10.2020): Tom Ford, Luca Brecel, Mitchell Mann, Ashley Hugill

Grupa 28 (2.10.2020): Haydon Pinhey, Mark Joyce, Jamie Clarke

Grupa 29 (4.10.2020): Joe Perry, Elliot Slessor, Kacper Filipiak, Steven Hallworth

Grupa 30 (3.10.2020): Allister Carter, Mark Davis, Chang Bingyu, Jamie Curtis-Barrett

Grupa 31 (5.10.2020): Noppon Saengkham, Tian Pengfei, Robbie Williams, Oliver Lines

Grupa 32 (5.10.2020): John Astley, Li Hang, Alex Borg, Julian Bojko

### Etap 2
Grupa A (26.10.2020): Judd Trump, Ryan Day, Robert Milkins, Barry Hawkins

Grupa B (26.10.2020): Dominic Dale, Zhou Yuelong, Matthew Selt, Shaun Murphy

Grupa C (27.10.2020): Luo Honghao, Zhao Xintong, Alexander Ursenbacher, Stuart Bingham

Grupa D (27.10.2020): Rory McLeod, Graeme Dott, Jamie O’Neill, Mark Selby

Grupa E (28.10.2020): Ken Doherty, Xiao Guodong, Thepchaiya Un-Nooh, Jordan Brown

Grupa F (28.10.2020): David Gilbert, Scott Donaldson, Mark King, Kyren Wilson

Grupa G (29.10.2020): John Higgins, Martin Gould, Tom Ford, Jamie Clarke

Grupa H (29.10.2020): Joe Perry, Mark Davis, Tian Pengfei, Li Hang

### Etap 3
Grupa 1 (30.10.2020): Judd Trump, Zhou Yuelong, Zhao Xintong, Mark Selby

Grupa 2 (30.10.2020): Ken Doherty, Kyren Wilson, John Higgins, Joe Perry
Finał (30.10.2020): Judd Trump, Kyren Wilson

## Nagrody

### Etap 1
- Zwycięzca – 3,000 £
- Drugie miejsce – 2,000 £
- Trzecie miejsce – 1,000 £

### Etap 2
- Zwycięzca – 4,000 £
- Drugie miejsce – 3,000 £
- Trzecie miejsce – 2,000 £
- Czwarte miejsce – 1,000 £

### Etap 3
- Zwycięzca – 6,000 £
- Drugie miejsce – 4,000 £
- Trzecie miejsce – 2,000 £
- Czwarte miejsce – 1,000 £

### Finał
- Zwycięzca – 20,000 £
- Finalista – 10,000 £

Łączna pula nagród – 328 000 £

## Etap 1

### Grupa 1
| Poz. | Zawodnik     | M | Z | R | P | Frejmy wygrane | Frejmy przegrane | Różnica frejmów | Pkt |
| ---- | ------------ | - | - | - | - | -------------- | ---------------- | --------------- | --- |
| 1    | Judd Trump   | 3 | 2 | 1 | 0 | 8              | 3                | +5              | 7   |
| 2    | Fan Zhengyi  | 3 | 1 | 1 | 1 | 6              | 5                | +1              | 4   |
| 3    | David Lilley | 3 | 1 | 0 | 2 | 3              | 7                | -4              | 3   |
| 4    | Alan McManus | 3 | 0 | 2 | 1 | 5              | 7                | -2              | 2   |

- Judd Trump 3-1 Fan Zhengyi
- Alan McManus 1-3 David Lilley
- Alan McManus 2-2 Fan Zhengyi
- Judd Trump 3-0 David Lilley
- David Lilley 0-3 Fan Zhengyi
- Judd Trump 2-2 Alan McManus

### Grupa 2
| Poz. | Zawodnik        | M | Z | R | P | Frejmy wygrane | Frejmy przegrane | Różnica frejmów | Pkt |
| ---- | --------------- | - | - | - | - | -------------- | ---------------- | --------------- | --- |
| 1    | Ryan Day        | 3 | 2 | 0 | 1 | 7              | 4                | +3              | 6   |
| 2    | Matthew Stevens | 3 | 1 | 2 | 0 | 7              | 5                | +2              | 5   |
| 3    | Rod Lawler      | 3 | 1 | 1 | 1 | 6              | 5                | +1              | 4   |
| 4    | Paul Davison    | 3 | 0 | 1 | 2 | 2              | 8                | -6              | 1   |

- Ryan Day 3-1 Rod Lawler
- Matthew Stevens 2-2 Paul Davison
- Matthew Stevens 2-2 Rod Lawler
- Ryan Day 3-0 Paul Davison
- Matthew Stevens 3-1 Ryan Day
- Rod Lawler 3-0 Paul Davison

### Grupa 3
| Poz. | Zawodnik       | M | Z | R | P | Frejmy wygrane | Frejmy przegrane | Różnica frejmów | Pkt |
| ---- | -------------- | - | - | - | - | -------------- | ---------------- | --------------- | --- |
| 1    | Robert Milkins | 3 | 2 | 0 | 1 | 6              | 3                | +3              | 6   |
| 2    | Jamie Jones    | 3 | 2 | 0 | 1 | 6              | 4                | +2              | 6   |
| 3    | Gary Wilson    | 3 | 1 | 1 | 1 | 5              | 5                | 0               | 4   |
| 4    | Chen Zifan     | 3 | 0 | 1 | 2 | 1              | 6                | -5              | 1   |

- Robert Milkins 3-0 Chen Zifan
- Gary Wilson 3-0 Jamie Jones
- Gary Wilson 2-2 Chen Zifan
- Robert Milkins 0-3 Jamie Jones
- Gary Wilson 0-3 Robert Milkins
- Chen Zifan 1-3 Jamie Jones

### Grupa 4
| Poz. | Zawodnik      | M | Z | R | P | Frejmy wygrane | Frejmy przegrane | Różnica frejmów | Pkt |
| ---- | ------------- | - | - | - | - | -------------- | ---------------- | --------------- | --- |
| 1    | Barry Hawkins | 3 | 2 | 0 | 1 | 6              | 4                | +2              | 6   |
| 2    | Sam Craigie   | 3 | 1 | 2 | 0 | 7              | 4                | +3              | 5   |
| 3    | Jackson Page  | 3 | 0 | 2 | 1 | 5              | 7                | -2              | 2   |
| 4    | Ben Hancorn   | 3 | 0 | 2 | 1 | 4              | 7                | -3              | 2   |

- Barry Hawkins 3-0 Ben Hancorn
- Sam Craigie 2-2 Jackson Page
- Sam Craigie 2-2 Ben Hancorn
- Barry Hawkins 3-1 Jackson Page
- Jackson Page 2-2 Ben Hancorn
- Barry Hawkins 0-3 Sam Craigie

### Grupa 5
| Poz. | Zawodnik        | M | Z | R | P | Frejmy wygrane | Frejmy przegrane | Różnica frejmów | Pkt |
| ---- | --------------- | - | - | - | - | -------------- | ---------------- | --------------- | --- |
| 1    | Dominic Dale    | 3 | 2 | 1 | 0 | 8              | 3                | +5              | 7   |
| 2    | Leo Fernandez   | 3 | 2 | 0 | 1 | 7              | 5                | +2              | 6   |
| 3    | Stephen Maguire | 3 | 0 | 2 | 1 | 5              | 7                | -2              | 2   |
| 4    | Louis Heathcote | 3 | 0 | 1 | 2 | 3              | 8                | -5              | 1   |

- Stephen Maguire 1-3 Leo Fernandez
- Louis Heathcote 0-3 Dominic Dale
- Louis Heathcote 1-3 Leo Fernandez
- Stephen Maguire 2-2 Dominic Dale
- Dominic Dale 3-1 Leo Fernandez
- Stephen Maguire 2-2 Louis Heathcote

### Grupa 6
| Poz. | Zawodnik      | M | Z | R | P | Frejmy wygrane | Frejmy przegrane | Różnica frejmów | Pkt |
| ---- | ------------- | - | - | - | - | -------------- | ---------------- | --------------- | --- |
| 1    | Zhou Yuelong  | 3 | 1 | 2 | 0 | 7              | 4                | +3              | 5   |
| 2    | Zhao Jianbo   | 3 | 1 | 2 | 0 | 7              | 5                | +2              | 5   |
| 3    | Ricky Walden  | 3 | 1 | 1 | 1 | 6              | 6                | 0               | 4   |
| 4    | Gerard Greene | 3 | 0 | 1 | 2 | 3              | 8                | -5              | 1   |

- Ricky Walden 3-1 Gerard Greene
- Zhou Yuelong 2-2 Zhao Jianbo
- Zhou Yuelong 3-0 Gerard Greene
- Ricky Walden 1-3 Zhao Jianbo
- Zhou Yuelong 2-2 Ricky Walden
- Gerard Greene 2-2 Zhao Jianbo

### Grupa 7
| Poz. | Zawodnik       | M | Z | R | P | Frejmy wygrane | Frejmy przegrane | Różnica frejmów | Pkt |
| ---- | -------------- | - | - | - | - | -------------- | ---------------- | --------------- | --- |
| 1    | Matthew Selt   | 3 | 2 | 1 | 0 | 8              | 4                | +4              | 7   |
| 2    | Si Jiahui      | 3 | 1 | 1 | 1 | 6              | 5                | +1              | 4   |
| 3    | Gao Yang       | 3 | 0 | 2 | 1 | 5              | 7                | -2              | 2   |
| 4    | Ben Woollaston | 3 | 0 | 2 | 1 | 4              | 7                | -3              | 2   |

- Ben Woollaston 0-3 Si Jiahui
- Matthew Selt 3-1 Gao Yang
- Matthew Selt 3-1 Si Jiahui
- Ben Woollaston 2-2 Gao Yang
- Matthew Selt 2-2 Ben Woollaston
- Si Jiahui 2-2 Gao Yang

### Grupa 8
| Poz. | Zawodnik         | M | Z | R | P | Frejmy wygrane | Frejmy przegrane | Różnica frejmów | Pkt |
| ---- | ---------------- | - | - | - | - | -------------- | ---------------- | --------------- | --- |
| 1    | Shaun Murphy     | 3 | 3 | 0 | 0 | 9              | 1                | +8              | 9   |
| 2    | Martin O’Donnell | 3 | 2 | 0 | 1 | 7              | 4                | +3              | 6   |
| 3    | Jimmy White      | 3 | 0 | 1 | 2 | 3              | 8                | -5              | 1   |
| 4    | Peter Devlin     | 3 | 0 | 1 | 2 | 2              | 8                | -6              | 1   |

- Shaun Murphy 3-0 Peter Devlin
- Martin O’Donnell 3-1 Jimmy White
- Martin O’Donnell 3-0 Peter Devlin
- Shaun Murphy 3-0 Jimmy White
- Jimmy White 2-2 Peter Devlin
- Shaun Murphy 3-1 Martin O’Donnell

### Grupa 9
| Poz. | Zawodnik         | M | Z | R | P | Frejmy wygrane | Frejmy przegrane | Różnica frejmów | Pkt |
| ---- | ---------------- | - | - | - | - | -------------- | ---------------- | --------------- | --- |
| 1    | Luo Honghao      | 3 | 2 | 1 | 0 | 8              | 3                | +5              | 7   |
| 2    | Mark Allen       | 3 | 1 | 2 | 0 | 7              | 4                | +3              | 5   |
| 3    | Jamie Wilson     | 3 | 0 | 2 | 1 | 4              | 7                | -3              | 2   |
| 4    | Billy Joe Castle | 3 | 0 | 1 | 2 | 3              | 8                | -5              | 1   |

- Mark Allen 2-2 Jamie Wilson
- Luo Honghao 3-1 Billy Joe Castle
- Luo Honghao 3-0 Jamie Wilson
- Mark Allen 3-0 Billy Joe Castle
- Billy Joe Castle 2-2 Jamie Wilson
- Mark Allen 2-2 Luo Honghao

### Grupa 10
| Poz. | Zawodnik       | M | Z | R | P | Frejmy wygrane | Frejmy przegrane | Różnica frejmów | Pkt |
| ---- | -------------- | - | - | - | - | -------------- | ---------------- | --------------- | --- |
| 1    | Zhao Xintong   | 3 | 2 | 1 | 0 | 6              | 4                | +2              | 6   |
| 2    | Liam Highfield | 3 | 1 | 2 | 0 | 7              | 4                | +3              | 5   |
| 3    | Nigel Bond     | 3 | 0 | 2 | 1 | 5              | 7                | -2              | 2   |
| 4    | Oliver Brown   | 3 | 0 | 2 | 1 | 4              | 7                | -3              | 2   |

- Liam Highfield 2-2 Nigel Bond
- Zhao Xintong 3-0 Oliver Brown
- Zhao Xintong 3-1 Nigel Bond
- Liam Highfield 2-2 Oliver Brown
- Zhao Xintong 0-3 Liam Highfield
- Nigel Bond 2-2 Oliver Brown

### Grupa 11
| Poz. | Zawodnik              | M | Z | R | P | Frejmy wygrane | Frejmy przegrane | Różnica frejmów | Pkt |
| ---- | --------------------- | - | - | - | - | -------------- | ---------------- | --------------- | --- |
| 1    | Alexander Ursenbacher | 3 | 2 | 1 | 0 | 8              | 3                | +5              | 7   |
| 2    | Riley Parsons         | 3 | 1 | 1 | 1 | 6              | 5                | +1              | 4   |
| 3    | Lukas Kleckers        | 3 | 0 | 2 | 1 | 4              | 7                | -3              | 2   |
| 4    | Anthony McGill        | 3 | 0 | 2 | 1 | 4              | 7                | -3              | 2   |

- Alexander Ursenbacher 3-1 Riley Parsons
- Anthony McGill 2-2 Lukas Kleckers
- Anthony McGill 0-3 Riley Parsons
- Alexander Ursenbacher 3-0 Lukas Kleckers
- Anthony McGill 2-2 Alexander Ursenbacher
- Riley Parsons 2-2 Lukas Kleckers

### Grupa 12
| Poz. | Zawodnik       | M | Z | R | P | Frejmy wygrane | Frejmy przegrane | Różnica frejmów | Pkt |
| ---- | -------------- | - | - | - | - | -------------- | ---------------- | --------------- | --- |
| 1    | Stuart Bingham | 3 | 3 | 0 | 0 | 9              | 0                | +9              | 9   |
| 2    | James Cahill   | 3 | 2 | 0 | 1 | 6              | 5                | +1              | 6   |
| 3    | Yuan Sijun     | 3 | 1 | 0 | 2 | 4              | 7                | -3              | 3   |
| 4    | Pang Junxu     | 3 | 0 | 0 | 3 | 2              | 9                | -7              | 0   |

- Stuart Bingham 3-0 Pang Junxu
- Yuan Sijun 1-3 James Cahill
- Yuan Sijun 3-1 Pang Junxu
- Stuart Bingham 3-0 James Cahill
- James Cahill 3-1 Pang Junxu
- Stuart Bingham 3-0 Yuan Sijun

### Grupa 13
| Poz. | Zawodnik       | M | Z | R | P | Frejmy wygrane | Frejmy przegrane | Różnica frejmów | Pkt |
| ---- | -------------- | - | - | - | - | -------------- | ---------------- | --------------- | --- |
| 1    | Rory McLeod    | 3 | 2 | 1 | 0 | 8              | 2                | +6              | 7   |
| 2    | Ian Burns      | 3 | 1 | 2 | 0 | 7              | 4                | +3              | 5   |
| 3    | Jack Lisowski  | 3 | 1 | 1 | 1 | 5              | 6                | -1              | 4   |
| 4    | Fraser Patrick | 3 | 0 | 0 | 3 | 1              | 9                | -8              | 0   |

- Ian Burns 3-0 Fraser Patrick
- Jack Lisowski 0-3 Rory McLeod
- Jack Lisowski 3-1 Fraser Patrick
- Ian Burns 2-2 Rory McLeod
- Jack Lisowski 2-2 Ian Burns
- Fraser Patrick 0-3 Rory McLeod

### Grupa 14
| Poz. | Zawodnik      | M | Z | R | P | Frejmy wygrane | Frejmy przegrane | Różnica frejmów | Pkt |
| ---- | ------------- | - | - | - | - | -------------- | ---------------- | --------------- | --- |
| 1    | Graeme Dott   | 3 | 2 | 1 | 0 | 8              | 4                | +4              | 7   |
| 2    | Liang Wenbo   | 3 | 2 | 0 | 1 | 7              | 4                | +3              | 6   |
| 3    | Zak Surety    | 3 | 1 | 1 | 1 | 5              | 6                | -1              | 4   |
| 4    | Soheil Vahedi | 3 | 0 | 0 | 3 | 3              | 9                | -6              | 0   |

- Graeme Dott 2-2 Zak Surety
- Liang Wenbo 3-1 Soheil Vahedi
- Liang Wenbo 3-0 Zak Surety
- Graeme Dott 3-1 Soheil Vahedi
- Soheil Vahedi 1-3 Zak Surety
- Graeme Dott 3-1 Liang Wenbo

### Grupa 15
| Poz. | Zawodnik         | M | Z | R | P | Frejmy wygrane | Frejmy przegrane | Różnica frejmów | Pkt |
| ---- | ---------------- | - | - | - | - | -------------- | ---------------- | --------------- | --- |
| 1    | Jamie O’Neill    | 3 | 2 | 0 | 1 | 6              | 4                | +2              | 6   |
| 2    | Sean Maddocks    | 3 | 1 | 1 | 1 | 6              | 5                | +1              | 4   |
| 3    | Daniel Womersley | 3 | 1 | 1 | 1 | 5              | 6                | -1              | 4   |
| 4    | Michael Holt     | 3 | 1 | 0 | 2 | 4              | 6                | -2              | 3   |

- Daniel Womersley 0-3 Jamie O’Neill
- Michael Holt 0-3 Sean Maddocks
- Michael Holt 3-0 Jamie O’Neill
- Daniel Womersley 2-2 Sean Maddocks
- Michael Holt 1-3 Daniel Womersley
- Jamie O’Neill 3-1 Sean Maddocks

### Grupa 16
| Poz. | Zawodnik         | M | Z | R | P | Frejmy wygrane | Frejmy przegrane | Różnica frejmów | Pkt |
| ---- | ---------------- | - | - | - | - | -------------- | ---------------- | --------------- | --- |
| 1    | Mark Selby       | 3 | 2 | 1 | 0 | 8              | 4                | +4              | 7   |
| 2    | Lü Haotian       | 3 | 1 | 2 | 0 | 7              | 4                | +3              | 5   |
| 3    | Brandon Sargeant | 3 | 0 | 2 | 1 | 5              | 7                | -2              | 2   |
| 4    | Fergal O’Brien   | 3 | 0 | 1 | 2 | 3              | 8                | -5              | 1   |

- Mark Selby 3-1 Fergal O’Brien
- Lü Haotian 2-2 Brandon Sargeant
- Lü Haotian 3-0 Fergal O’Brien
- Mark Selby 3-1 Brandon Sargeant
- Brandon Sargeant 2-2 Fergal O’Brien
- Mark Selby 2-2 Lü Haotian

### Grupa 17
| Poz. | Zawodnik         | M | Z | R | P | Frejmy wygrane | Frejmy przegrane | Różnica frejmów | Pkt |
| ---- | ---------------- | - | - | - | - | -------------- | ---------------- | --------------- | --- |
| 1    | Ken Doherty      | 3 | 2 | 1 | 0 | 8              | 3                | +5              | 7   |
| 2    | Neil Robertson   | 3 | 1 | 1 | 1 | 6              | 5                | +1              | 4   |
| 3    | Andrew Higginson | 3 | 1 | 0 | 2 | 3              | 7                | -4              | 3   |
| 4    | Eden Szaraw      | 3 | 0 | 2 | 1 | 3              | 5                | -2              | 2   |

- Neil Robertson 1-3 Ken Doherty
- Andrew Higginson 3-1 Eden Szaraw
- Andrew Higginson 0-3 Ken Doherty
- Neil Robertson 2-2 Eden Szaraw
- Eden Szaraw 2-2 Ken Doherty
- Neil Robertson 3-0 Andrew Higginson

### Grupa 18
| Poz. | Zawodnik       | M | Z | R | P | Frejmy wygrane | Frejmy przegrane | Różnica frejmów | Pkt |
| ---- | -------------- | - | - | - | - | -------------- | ---------------- | --------------- | --- |
| 1    | Xiao Guodong   | 3 | 2 | 1 | 0 | 8              | 3                | +5              | 7   |
| 2    | Hossein Vafaei | 3 | 2 | 0 | 1 | 6              | 5                | +1              | 6   |
| 3    | Farakh Ajaib   | 3 | 1 | 0 | 2 | 5              | 6                | -1              | 3   |
| 4    | Jak Jones      | 3 | 0 | 1 | 2 | 3              | 8                | -5              | 1   |

- Hossein Vafaei 3-1 Jak Jones
- Xiao Guodong 3-1 Farakh Ajaib
- Xiao Guodong 2-2 Jak Jones
- Hossein Vafaei 3-1 Farakh Ajaib
- Xiao Guodong 3-0 Hossein Vafaei
- Jak Jones 0-3 Farakh Ajaib

### Grupa 19
| Poz. | Zawodnik            | M | Z | R | P | Frejmy wygrane | Frejmy przegrane | Różnica frejmów | Pkt |
| ---- | ------------------- | - | - | - | - | -------------- | ---------------- | --------------- | --- |
| 1    | Thepchaiya Un-Nooh  | 3 | 2 | 1 | 0 | 8              | 4                | +4              | 7   |
| 2    | Akani Songsermsawad | 3 | 2 | 0 | 1 | 7              | 4                | +3              | 6   |
| 3    | Peter Lines         | 3 | 0 | 2 | 1 | 5              | 7                | -2              | 2   |
| 4    | Lee Walker          | 3 | 0 | 1 | 2 | 3              | 8                | -5              | 1   |

- Akani Songsermsawad 3-1 Peter Lines
- Thepchaiya Un-Nooh 3-1 Lee Walker
- Thepchaiya Un-Nooh 2-2 Peter Lines
- Akani Songsermsawad 3-0 Lee Walker
- Thepchaiya Un-Nooh 3-1 Akani Songsermsawad
- Peter Lines 2-2 Lee Walker

### Grupa 20
| Poz. | Zawodnik          | M | Z | R | P | Frejmy wygrane | Frejmy przegrane | Różnica frejmów | Pkt |
| ---- | ----------------- | - | - | - | - | -------------- | ---------------- | --------------- | --- |
| 1    | Jordan Brown      | 3 | 2 | 1 | 0 | 8              | 3                | +5              | 7   |
| 2    | Yan Bingtao       | 3 | 1 | 2 | 0 | 7              | 4                | +3              | 5   |
| 3    | Michael White     | 3 | 1 | 0 | 2 | 4              | 6                | -2              | 3   |
| 4    | Stuart Carrington | 3 | 0 | 1 | 2 | 2              | 8                | -6              | 1   |

- Stuart Carrington 0-3 Jordan Brown
- Yan Bingtao 3-0 Michael White
- Yan Bingtao 2-2 Jordan Brown
- Stuart Carrington 0-3 Michael White
- Yan Bingtao 2-2 Stuart Carrington
- Jordan Brown 3-1 Michael White

### Grupa 21
| Poz. | Zawodnik      | M | Z | R | P | Frejmy wygrane | Frejmy przegrane | Różnica frejmów | Pkt |
| ---- | ------------- | - | - | - | - | -------------- | ---------------- | --------------- | --- |
| 1    | David Gilbert | 3 | 1 | 2 | 0 | 7              | 5                | +2              | 5   |
| 2    | Lu Ning       | 3 | 1 | 2 | 0 | 7              | 5                | +2              | 5   |
| 3    | Aaron Hill    | 3 | 1 | 0 | 2 | 5              | 7                | -2              | 3   |
| 4    | Xu Si         | 3 | 0 | 2 | 1 | 5              | 7                | -2              | 2   |

- David Gilbert 3-1 Aaron Hill
- Lu Ning 2-2 Xu Si
- Lu Ning 3-1 Aaron Hill
- David Gilbert 2-2 Xu Si
- Xu Si 1-3 Aaron Hill
- David Gilbert 2-2 Lu Ning

### Grupa 22
| Poz. | Zawodnik        | M | Z | R | P | Frejmy wygrane | Frejmy przegrane | Różnica frejmów | Pkt |
| ---- | --------------- | - | - | - | - | -------------- | ---------------- | --------------- | --- |
| 1    | Scott Donaldson | 3 | 1 | 2 | 0 | 8              | 3                | +5              | 7   |
| 2    | Chris Wakelin   | 3 | 1 | 2 | 0 | 7              | 4                | +3              | 5   |
| 3    | Ashley Carty    | 3 | 0 | 2 | 1 | 4              | 7                | -3              | 2   |
| 4    | Barry Pinches   | 3 | 0 | 1 | 2 | 3              | 8                | -5              | 1   |

- Scott Donaldson 3-0 Ashley Carty
- Chris Wakelin 3-0 Barry Pinches
- Chris Wakelin 2-2 Ashley Carty
- Scott Donaldson 3-1 Barry Pinches
- Barry Pinches 2-2 Ashley Carty
- Scott Donaldson 2-2 Chris Wakelin

### Grupa 23
| Poz. | Zawodnik        | M | Z | R | P | Frejmy wygrane | Frejmy przegrane | Różnica frejmów | Pkt |
| ---- | --------------- | - | - | - | - | -------------- | ---------------- | --------------- | --- |
| 1    | Mark King       | 3 | 2 | 1 | 0 | 8              | 4                | +4              | 7   |
| 2    | David Grace     | 3 | 1 | 1 | 1 | 6              | 6                | 0               | 4   |
| 3    | Allan Taylor    | 3 | 1 | 0 | 2 | 5              | 7                | -2              | 3   |
| 4    | Jimmy Robertson | 3 | 1 | 0 | 2 | 5              | 7                | -2              | 3   |

- Mark King 2-2 David Grace
- Jimmy Robertson 3-1 Allan Taylor
- Jimmy Robertson 1-3 David Grace
- Mark King 3-1 Allan Taylor
- Jimmy Robertson 1-3 Mark King
- David Grace 1-3 Allan Taylor

### Grupa 24
| Poz. | Zawodnik      | M | Z | R | P | Frejmy wygrane | Frejmy przegrane | Różnica frejmów | Pkt |
| ---- | ------------- | - | - | - | - | -------------- | ---------------- | --------------- | --- |
| 1    | Kyren Wilson  | 4 | 4 | 0 | 0 | 12             | 0                | +12             | 12  |
| 2    | Duane Jones   | 4 | 1 | 0 | 3 | 4              | 9                | -5              | 3   |
| 3    | Kuldesh Johal | 4 | 1 | 0 | 3 | 3              | 10               | -7              | 3   |

- Kyren Wilson 3-0 Kuldesh Johal
- Duane Jones 3-0 Kuldesh Johal
- Kyren Wilson 3-0 Duane Jones
- Kyren Wilson 3-0 Kuldesh Johal
- Duane Jones 1-3 Kuldesh Johal
- Kyren Wilson 3-0 Duane Jones

### Grupa 25
| Poz. | Zawodnik       | M | Z | R | P | Frejmy wygrane | Frejmy przegrane | Różnica frejmów | Pkt |
| ---- | -------------- | - | - | - | - | -------------- | ---------------- | --------------- | --- |
| 1    | John Higgins   | 3 | 2 | 1 | 0 | 8              | 3                | +5              | 7   |
| 2    | Joe O’Connor   | 3 | 1 | 2 | 0 | 7              | 4                | +3              | 5   |
| 3    | Brian Ochoiski | 3 | 1 | 1 | 1 | 6              | 5                | +1              | 4   |
| 4    | Amine Amiri    | 3 | 0 | 0 | 3 | 0              | 9                | -9              | 0   |

- John Higgins 3-1 Brian Ochoiski
- Joe O’Connor 3-0 Amine Amiri
- Joe O’Connor 2-2 Brian Ochoiski
- John Higgins 3-0 Amine Amiri
- Amine Amiri 0-3 Brian Ochoiski
- John Higgins 2-2 Joe O’Connor

### Grupa 26
| Poz. | Zawodnik          | M | Z | R | P | Frejmy wygrane | Frejmy przegrane | Różnica frejmów | Pkt |
| ---- | ----------------- | - | - | - | - | -------------- | ---------------- | --------------- | --- |
| 1    | Martin Gould      | 3 | 2 | 0 | 1 | 7              | 5                | +2              | 6   |
| 2    | Igor Figueiredo   | 3 | 1 | 1 | 1 | 6              | 6                | 0               | 4   |
| 3    | Kurt Maflin       | 3 | 1 | 1 | 1 | 6              | 6                | 0               | 4   |
| 4    | Simon Lichtenberg | 3 | 1 | 0 | 2 | 5              | 7                | -2              | 3   |

- Martin Gould 3-1 Igor Figueiredo
- Kurt Maflin 3-1 Simon Lichtenberg
- Kurt Maflin 2-2 Igor Figueiredo
- Martin Gould 1-3 Simon Lichtenberg
- Kurt Maflin 1-3 Martin Gould
- Igor Figueiredo 3-1 Simon Lichtenberg

### Grupa 27
| Poz. | Zawodnik      | M | Z | R | P | Frejmy wygrane | Frejmy przegrane | Różnica frejmów | Pkt |
| ---- | ------------- | - | - | - | - | -------------- | ---------------- | --------------- | --- |
| 1    | Tom Ford      | 3 | 2 | 1 | 0 | 8              | 3                | +5              | 7   |
| 2    | Luca Brecel   | 3 | 2 | 0 | 1 | 7              | 4                | +3              | 6   |
| 3    | Mitchell Mann | 3 | 1 | 1 | 1 | 5              | 6                | -1              | 4   |
| 4    | Ashley Hugill | 3 | 0 | 0 | 3 | 2              | 9                | -7              | 0   |

- Tom Ford 3-0 Ashley Hugill
- Luca Brecel 3-0 Mitchell Mann
- Luca Brecel 3-1 Ashley Hugill
- Tom Ford 2-2 Mitchell Mann
- Mitchell Mann 3-1 Ashley Hugill
- Tom Ford 3-1 Luca Brecel

### Grupa 28
| Poz. | Zawodnik      | M | Z | R | P | Frejmy wygrane | Frejmy przegrane | Różnica frejmów | Pkt |
| ---- | ------------- | - | - | - | - | -------------- | ---------------- | --------------- | --- |
| 1    | Jamie Clarke  | 4 | 3 | 1 | 0 | 11             | 3                | +8              | 10  |
| 2    | Mark Joyce    | 4 | 2 | 1 | 1 | 9              | 6                | +3              | 7   |
| 3    | Haydon Pinhey | 4 | 0 | 0 | 4 | 1              | 12               | -11             | 0   |

- Mark Joyce 2-2 Jamie Clarke
- Jamie Clarke 3-0 Haydon Pinhey
- Mark Joyce 3-0 Haydon Pinhey
- Mark Joyce 1-3 Jamie Clarke
- Jamie Clarke 3-0 Haydon Pinhey
- Mark Joyce 3-1 Haydon Pinhey

### Grupa 29
| Poz. | Zawodnik         | M | Z | R | P | Frejmy wygrane | Frejmy przegrane | Różnica frejmów | Pkt |
| ---- | ---------------- | - | - | - | - | -------------- | ---------------- | --------------- | --- |
| 1    | Joe Perry        | 3 | 2 | 0 | 1 | 7              | 3                | +4              | 6   |
| 2    | Elliot Slessor   | 3 | 2 | 0 | 1 | 7              | 4                | +3              | 6   |
| 3    | Steven Hallworth | 3 | 2 | 0 | 1 | 6              | 4                | +2              | 6   |
| 4    | Kacper Filipiak  | 3 | 0 | 0 | 3 | 0              | 9                | -9              | 0   |

- Joe Perry 3-0 Steven Hallworth
- Elliot Slessor 3-0 Kacper Filipiak
- Elliot Slessor 1-3 Steven Hallworth
- Joe Perry 3-0 Kacper Filipiak
- Kacper Filipiak 0-3 Steven Hallworth
- Joe Perry 1-3 Elliot Slessor

### Grupa 30
| Poz. | Zawodnik             | M | Z | R | P | Frejmy wygrane | Frejmy przegrane | Różnica frejmów | Pkt |
| ---- | -------------------- | - | - | - | - | -------------- | ---------------- | --------------- | --- |
| 1    | Mark Davis           | 3 | 2 | 1 | 0 | 8              | 2                | +6              | 7   |
| 2    | Chang Bingyu         | 3 | 1 | 2 | 0 | 7              | 5                | +2              | 5   |
| 3    | Allister Carter      | 3 | 1 | 1 | 1 | 5              | 6                | -1              | 4   |
| 4    | Jamie Curtis-Barrett | 3 | 0 | 0 | 3 | 2              | 9                | -7              | 0   |

- Mark Davis 2-2 Chang Bingyu
- Allister Carter 3-1 Jamie Curtis-Barrett
- Allister Carter 2-2 Chang Bingyu
- Mark Davis 3-0 Jamie Curtis-Barrett
- Allister Carter 0-3 Mark Davis
- Chang Bingyu 3-1 Jamie Curtis-Barrett

### Grupa 31
| Poz. | Zawodnik         | M | Z | R | P | Frejmy wygrane | Frejmy przegrane | Różnica frejmów | Pkt |
| ---- | ---------------- | - | - | - | - | -------------- | ---------------- | --------------- | --- |
| 1    | Tian Pengfei     | 3 | 1 | 2 | 0 | 7              | 5                | +2              | 5   |
| 2    | Robbie Williams  | 3 | 1 | 2 | 0 | 7              | 5                | +2              | 5   |
| 3    | Oliver Lines     | 3 | 1 | 1 | 1 | 6              | 5                | +1              | 4   |
| 4    | Noppon Saengkham | 3 | 0 | 1 | 2 | 3              | 8                | -5              | 1   |

- Tian Pengfei 2-2 Robbie Williams
- Noppon Saengkham 0-3 Oliver Lines
- Noppon Saengkham 2-2 Robbie Williams
- Tian Pengfei 2-2 Oliver Lines
- Noppon Saengkham 1-3 Tian Pengfei
- Robbie Williams 3-1 Oliver Lines

### Grupa 32
| Poz. | Zawodnik     | M | Z | R | P | Frejmy wygrane | Frejmy przegrane | Różnica frejmów | Pkt |
| ---- | ------------ | - | - | - | - | -------------- | ---------------- | --------------- | --- |
| 1    | Li Hang      | 3 | 3 | 0 | 0 | 9              | 3                | +6              | 9   |
| 2    | John Astley  | 3 | 1 | 1 | 1 | 6              | 6                | 0               | 4   |
| 3    | Julian Bojko | 3 | 0 | 2 | 1 | 5              | 7                | -2              | 2   |
| 4    | Alex Borg    | 3 | 0 | 1 | 2 | 4              | 8                | -4              | 1   |

- John Astley 2-2 Julian Bojko
- Li Hang 3-1 Alex Borg
- Li Hang 3-1 Julian Bojko
- John Astley 3-1 Alex Borg
- Alex Borg 2-2 Julian Bojko
- John Astley 1-3 Li Hang

## Etap 2

### Grupa A
| Poz. | Zawodnik       | M | Z | R | P | Frejmy wygrane | Frejmy przegrane | Różnica frejmów | Pkt |
| ---- | -------------- | - | - | - | - | -------------- | ---------------- | --------------- | --- |
| 1    | Judd Trump     | 3 | 2 | 1 | 0 | 8              | 3                | +5              | 7   |
| 2    | Barry Hawkins  | 3 | 2 | 0 | 1 | 6              | 3                | +3              | 6   |
| 3    | Ryan Day       | 3 | 1 | 1 | 1 | 5              | 6                | -1              | 4   |
| 4    | Robert Milkins | 3 | 0 | 0 | 3 | 2              | 9                | -7              | 0   |

- Judd Trump 3-1 Robert Milkins
- Barry Hawkins 3-0 Ryan Day
- Barry Hawkins 3-0 Robert Milkins
- Judd Trump 2-2 Ryan Day
- Ryan Day 3-1 Robert Milkins
- Judd Trump 3-0 Barry Hawkins

### Grupa B
| Poz. | Zawodnik     | M | Z | R | P | Frejmy wygrane | Frejmy przegrane | Różnica frejmów | Pkt |
| ---- | ------------ | - | - | - | - | -------------- | ---------------- | --------------- | --- |
| 1    | Zhou Yuelong | 3 | 2 | 1 | 0 | 8              | 3                | +5              | 7   |
| 2    | Shaun Murphy | 3 | 1 | 1 | 1 | 6              | 6                | 0               | 4   |
| 3    | Matthew Selt | 3 | 2 | 0 | 1 | 5              | 7                | -2              | 3   |
| 4    | Dominic Dale | 3 | 1 | 0 | 2 | 4              | 7                | -3              | 3   |

- Shaun Murphy 1-3 Dominic Dale
- Zhou Yuelong 3-1 Matthew Selt
- Zhou Yuelong 3-0 Dominic Dale
- Shaun Murphy 3-1 Matthew Selt
- Matthew Selt 3-1 Dominic Dale
- Shaun Murphy 2-2 Zhou Yuelong

### Grupa C
| Poz. | Zawodnik              | M | Z | R | P | Frejmy wygrane | Frejmy przegrane | Różnica frejmów | Pkt |
| ---- | --------------------- | - | - | - | - | -------------- | ---------------- | --------------- | --- |
| 1    | Zhao Xintong          | 3 | 2 | 1 | 0 | 8              | 3                | +5              | 7   |
| 2    | Luo Honghao           | 3 | 1 | 1 | 1 | 6              | 6                | 0               | 4   |
| 3    | Alexander Ursenbacher | 3 | 0 | 3 | 0 | 6              | 6                | 0               | 3   |
| 4    | Stuart Bingham        | 3 | 0 | 1 | 2 | 3              | 8                | -5              | 1   |

- Zhao Xintong 2-2 Alexander Ursenbacher
- Stuart Bingham 1-3 Luo Honghao
- Stuart Bingham 2-2 Alexander Ursenbacher
- Zhao Xintong 3-1 Luo Honghao
- Stuart Bingham 0-3 Zhao Xintong
- Luo Honghao 2-2 Alexander Ursenbacher

### Grupa D
| Poz. | Zawodnik      | M | Z | R | P | Frejmy wygrane | Frejmy przegrane | Różnica frejmów | Pkt |
| ---- | ------------- | - | - | - | - | -------------- | ---------------- | --------------- | --- |
| 1    | Mark Selby    | 3 | 2 | 1 | 0 | 8              | 2                | +6              | 7   |
| 2    | Graeme Dott   | 3 | 1 | 2 | 0 | 7              | 4                | +3              | 5   |
| 3    | Jamie O’Neill | 3 | 1 | 0 | 2 | 3              | 7                | -4              | 3   |
| 4    | Rory McLeod   | 3 | 0 | 1 | 2 | 3              | 8                | -5              | 1   |

- Graeme Dott 3-0 Jamie O’Neill
- Mark Selby 3-0 Rory McLeod
- Mark Selby 3-0 Jamie O’Neill
- Graeme Dott 2-2 Rory McLeod
- Mark Selby 2-2 Graeme Dott
- Jamie O’Neill 3-1 Rory McLeod

### Grupa E
| Poz. | Zawodnik           | M | Z | R | P | Frejmy wygrane | Frejmy przegrane | Różnica frejmów | Pkt |
| ---- | ------------------ | - | - | - | - | -------------- | ---------------- | --------------- | --- |
| 1    | Ken Doherty        | 3 | 1 | 2 | 0 | 7              | 5                | +2              | 5   |
| 2    | Thepchaiya Un-Nooh | 3 | 1 | 2 | 0 | 7              | 5                | +2              | 5   |
| 3    | Xiao Guodong       | 3 | 1 | 1 | 1 | 6              | 6                | 0               | 4   |
| 4    | Jordan Brown       | 3 | 0 | 1 | 2 | 4              | 8                | -4              | 1   |

- Xiao Guodong 3-1 Jordan Brown
- Thepchaiya Un-Nooh 2-2 Ken Doherty
- Thepchaiya Un-Nooh 3-1 Jordan Brown
- Xiao Guodong 1-3 Ken Doherty
- Thepchaiya Un-Nooh 2-2 Xiao Guodong
- Jordan Brown 2-2 Ken Doherty

### Grupa F
| Poz. | Zawodnik        | M | Z | R | P | Frejmy wygrane | Frejmy przegrane | Różnica frejmów | Pkt |
| ---- | --------------- | - | - | - | - | -------------- | ---------------- | --------------- | --- |
| 1    | Kyren Wilson    | 3 | 2 | 1 | 0 | 8              | 2                | +6              | 7   |
| 2    | Scott Donaldson | 3 | 1 | 1 | 1 | 6              | 5                | +1              | 4   |
| 3    | Mark King       | 3 | 1 | 0 | 2 | 4              | 7                | -3              | 3   |
| 4    | David Gilbert   | 3 | 1 | 0 | 2 | 3              | 7                | -4              | 3   |

- Kyren Wilson 3-0 Mark King
- David Gilbert 0-3 Scott Donaldson
- David Gilbert 3-1 Mark King
- Kyren Wilson 2-2 Scott Donaldson
- Scott Donaldson 1-3 Mark King
- Kyren Wilson 3-0 David Gilbert

### Grupa G
| Poz. | Zawodnik     | M | Z | R | P | Frejmy wygrane | Frejmy przegrane | Różnica frejmów | Pkt |
| ---- | ------------ | - | - | - | - | -------------- | ---------------- | --------------- | --- |
| 1    | John Higgins | 3 | 2 | 0 | 1 | 6              | 3                | +3              | 6   |
| 2    | Martin Gould | 3 | 1 | 2 | 0 | 7              | 4                | +3              | 5   |
| 3    | Tom Ford     | 3 | 0 | 2 | 1 | 4              | 7                | -3              | 2   |
| 4    | Jamie Clarke | 3 | 0 | 2 | 1 | 4              | 7                | -3              | 2   |

- John Higgins 3-0 Jamie Clarke
- Tom Ford 2-2 Martin Gould
- Tom Ford 2-2 Jamie Clarke
- John Higgins 0-3 Martin Gould
- Martin Gould 2-2 Jamie Clarke
- John Higgins 3-0 Tom Ford

### Grupa H
| Poz. | Zawodnik     | M | Z | R | P | Frejmy wygrane | Frejmy przegrane | Różnica frejmów | Pkt |
| ---- | ------------ | - | - | - | - | -------------- | ---------------- | --------------- | --- |
| 1    | Joe Perry    | 3 | 2 | 1 | 0 | 8              | 3                | +5              | 7   |
| 2    | Mark Davis   | 3 | 0 | 3 | 0 | 6              | 6                | 0               | 3   |
| 3    | Tian Pengfei | 3 | 0 | 2 | 1 | 5              | 7                | -2              | 2   |
| 4    | Li Hang      | 3 | 0 | 2 | 1 | 4              | 7                | -3              | 2   |

- Mark Davis 2-2 Li Hang
- Joe Perry 3-1 Tian Pengfei
- Joe Perry 3-0 Li Hang
- Mark Davis 2-2 Tian Pengfei
- Joe Perry 2-2 Mark Davis
- Li Hang 2-2 Tian Pengfei

## Etap 3

### Grupa 1
| Poz. | Zawodnik     | M | Z | R | P | Frejmy wygrane | Frejmy przegrane | Różnica frejmów | Pkt |
| ---- | ------------ | - | - | - | - | -------------- | ---------------- | --------------- | --- |
| 1    | Judd Trump   | 3 | 2 | 0 | 1 | 6              | 4                | +2              | 6   |
| 2    | Zhao Xintong | 3 | 1 | 1 | 1 | 6              | 5                | +1              | 4   |
| 3    | Zhou Yuelong | 3 | 1 | 1 | 1 | 5              | 6                | -1              | 4   |
| 4    | Mark Selby   | 3 | 1 | 0 | 2 | 4              | 6                | -2              | 3   |

- Judd Trump 3-1 Zhao Xintong
- Mark Selby 1-3 Zhou Yuelong
- Mark Selby 0-3 Zhao Xintong
- Judd Trump 3-0 Zhou Yuelong
- Zhou Yuelong 2-2 Zhao Xintong
- Judd Trump 0-3 Mark Selby

### Grupa 2
| Poz. | Zawodnik     | M | Z | R | P | Frejmy wygrane | Frejmy przegrane | Różnica frejmów | Pkt |
| ---- | ------------ | - | - | - | - | -------------- | ---------------- | --------------- | --- |
| 1    | Kyren Wilson | 3 | 2 | 0 | 1 | 7              | 4                | +3              | 6   |
| 2    | John Higgins | 3 | 2 | 0 | 1 | 6              | 4                | +2              | 6   |
| 3    | Ken Doherty  | 3 | 1 | 1 | 1 | 6              | 5                | +1              | 4   |
| 4    | Joe Perry    | 3 | 0 | 1 | 2 | 2              | 8                | -6              | 1   |

- John Higgins 3-0 Joe Perry
- Kyren Wilson 3-1 Ken Doherty
- Kyren Wilson 3-0 Joe Perry
- John Higgins 0-3 Ken Doherty
- Kyren Wilson 1-3 John Higgins
- Joe Perry 2-2 Ken Doherty

### Finał
- Judd Trump 1-3 Kyren Wilson

## Brejki stupunktowe
- 147, 126, 123, 107  John Higgins
- 147, 100  Ryan Day
- 145, 143, 133, 116, 101  Barry Hawkins
- 140  Matthew Stevens
- 139, 103, 100  Graeme Dott
- 139  Jack Lisowski
- 138, 112, 109, 102  Joe Perry
- 135, 122 109  Ken Doherty
- 135, 108  Thepchaiya Un-Nooh
- 134, 134, 122, 119, 114, 109, 102, 100  Zhou Yuelong
- 134, 128, 118, 118, 109  Mark Selby
- 133  Oliver Lines
- 132  Gerard Greene
- 130, 112  Jamie Clarke
- 130  Michael White
- 129, 127  Stuart Bingham
- 128, 111  Luo Honghao
- 128  Martin O’Donnell
- 126, 120  Chang Bingyu
- 125, 124, 100  Neil Robertson
- 125, 110, 104, 103, 100  Kyren Wilson
- 125  David Gilbert
- 125  Hossein Vafaei
- 124, 118, 110  Judd Trump
- 123  Tom Ford
- 122, 109  Tian Pengfei
- 121, 100  Mark Davis
- 121  Brandon Sargeant
- 121  Xu Si
- 117  Zhao Xintong
- 116, 102  David Grace
- 114, 107  Gao Yang
- 114  Ian Burns
- 112  Robbie Williams
- 111, 102  Shaun Murphy
- 108  Matthew Selt
- 107  Joe O’Connor
- 107  Scott Donaldson
- 106  Mark Allen
- 105, 102  Liang Wenbo
- 105  Xiao Guodong
- 104  Martin Gould
- 103  Jamie Jones
- 102  Lü Haotian
- 100  Michael Holt